# Allmannsdorfer Friedhof
Der Allmannsdorfer Friedhof im Konstanzer Stadtteil Allmannsdorf auf der Allmannshöhe beim Staader Wasserturm wurde am 28. November 1841 eingeweiht. Teile des Friedhofs wurden von der Denkmalbehörde in Freiburg unter Denkmalschutz gestellt.

## Struktur
Der Friedhof ist der Nachfolgefriedhof für den um die Kirche St. Georg in Allmannsdorf gelegenen Kirchhof (alter Friedhof). Der neue Friedhof besteht aus dem historischen, höher gelegenen oberen Teil und dem unteren Erweiterungsteil. Zuständig für den Friedhof ist die Stadtverwaltung Konstanz.

## Grabstätten bekannter Personen

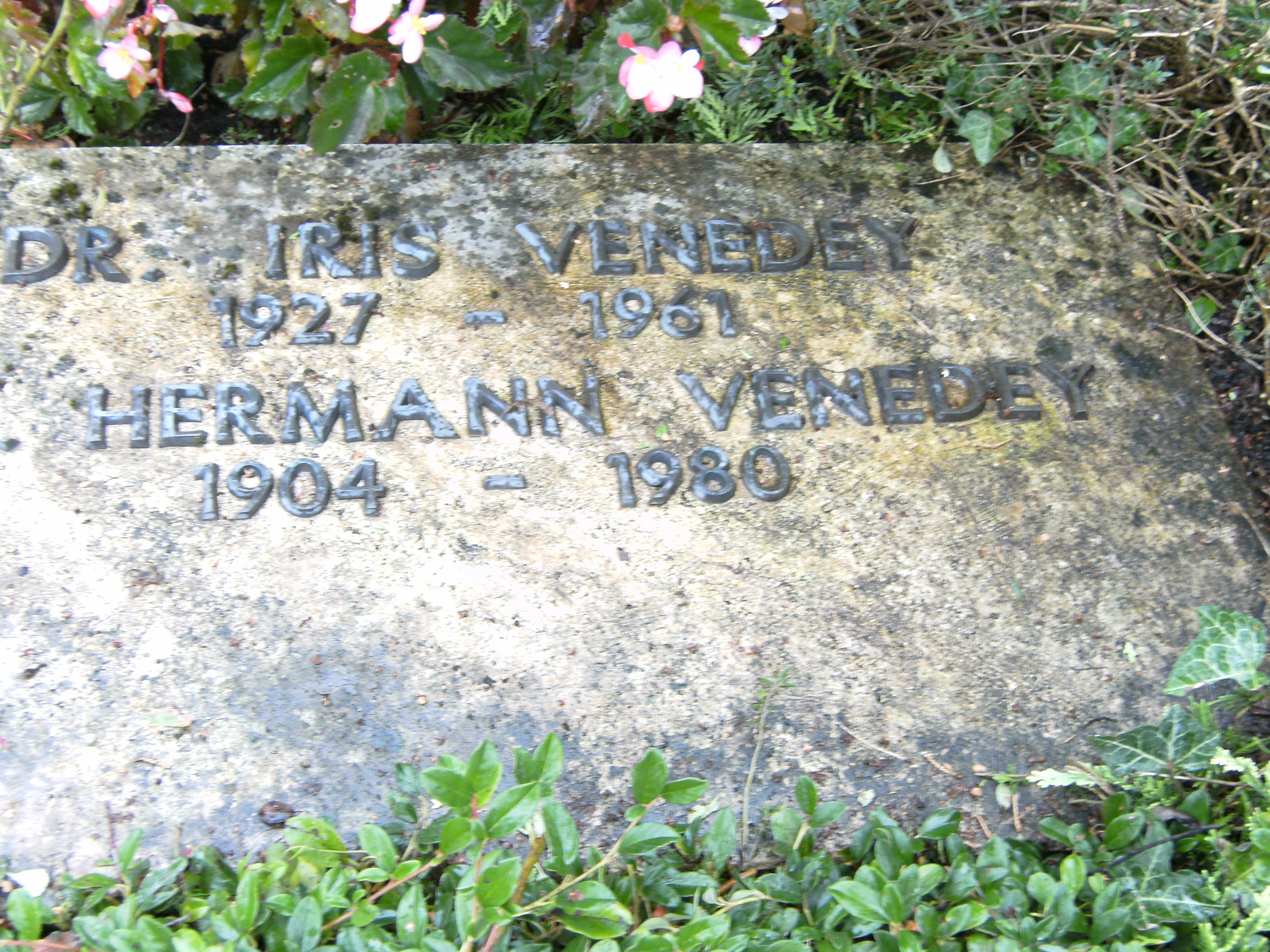
Grabstein Hermann Venedey auf dem Allmannsdorfer Friedhof in Konstanz

- Karl Einhart (1884–1967), Maler, Bodenseelandschaften[4]
- Hans Sauerbruch (1910–1996), Zeichner, Maler und Illustrator
- Wilhelm von Scholz (1874–1969), Schriftsteller mit Exkurs in die NS-Literatur
- Friedrich Schürr (1888–1980), Romanist, Italianist und Dialektologe
- Hermann Venedey (1904–1980), demokratischer, freiheitlicher und humanitärer Pädagoge

## Künstlerisch gestaltete Grabstätten
Folgende Grabstätten wurden künstlerisch gestaltet:
- Grabstätte der Familie Douglas: Ein vier Meter hohes steinernes Kreuz wird von einem eisernen Zaun eingefasst.
- Priestergrab der Pfarrei St. Georg: Kreuz
- Grabmal der Familie Biehler: Ein Passionskreuz
- Grablege Karl und Fridel Müller: Skulptur
- Grablege Mundhaas: Kreuz